# إليوت بلاكستون
إليوت بلاكستون (بالإنجليزية: Elliott Blackstone)‏ هو ناشط حقوق إل جي بي تي أمريكي، ولد في 30 نوفمبر 1924 في شينوك في الولايات المتحدة، وتوفي في 25 أكتوبر 2006 بسبب سكتة.